# Monte Kazbek
El monte Kazbek es un estratovolcán de 5047 m de altitud que se encuentra en Georgia, cerca de la república rusa de Osetia del Norte. Es la cuarta cumbre de las montañas del Cáucaso, que tienen su cumbre más elevada en el monte Elbrus, y es el segundo pico más alto en Georgia.
Es una hermosa cumbre glacial de moderada dificultad. Desde Georgia, el punto de partida de la ascensión está en la pequeña ciudad de Kazbegi, a unos 150 kilómetros de Tiflis, la capital. Desde Kazbegi, en dos días de marcha por el collado de Sabertse de 3150 m y el glaciar Gergeti, se llega a un refugio a los 3700 m de altitud. Desde el refugio, una larga ascensión por la nieve y el hielo hacia el sur da acceso a la cumbre.